# ELOM-080
ELOM-080 (anciennement Myrtol, marque déposée) est le principe actif du médicament à base de plantes nommé GeloMyrtol forte. L'acronyme ELOM désigne les huiles d'eucalyptus, de citron, d'huile d'olive (douce) et de myrte qu'il contient.
L'ingrédient actif est un distillat spécial d'huiles rectifiées d'eucalyptus, d'orange douce, de myrte et de citron dans un rapport de 66:32:1:1. Il a des actions mucolytiques et expectorantes et est donc utilisé pour la bronchite aiguë et chronique ainsi que pour la sinusite (inflammations des sinus nasaux),,.
ELOM-080 est un extrait phytothérapeutique composé principalement de trois monoterpènes : (+)-α-pinène, d-limonène et eucalyptol (à ne pas confondre avec l'huile d'eucalyptus).

## Indications

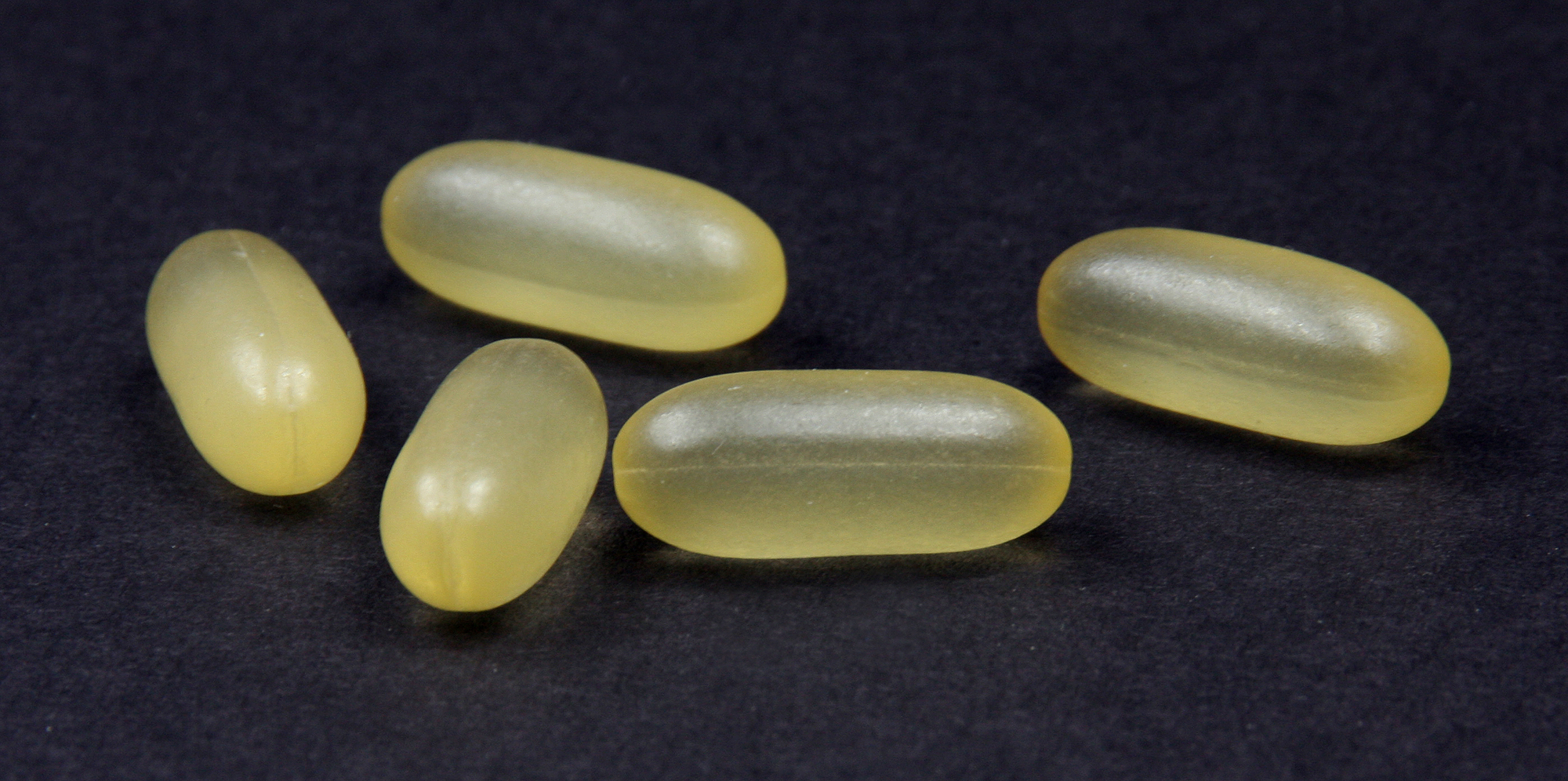
Gélules ELOM-080

ELOM-080 est employé pour fluidifier le mucus et favoriser son expulsion en cas de bronchite aiguë ou chronique, ainsi que pour le dissoudre en cas d'inflammation des sinus (sinusite). Son principe actif est délivré sous forme de capsules de gélatine molle entériques, permettant la libération du distillat spécial d'huiles essentielles dans l'intestin grêle.

## Preuves scientifiques
Il existe plus de 100 études précliniques sur la pharmacodynamique, la pharmacocinétique et la toxicité, ainsi que 28 études cliniques sur 7 000 patients,,.

### Études cliniques
ELOM-080 est utilisé depuis des décennies et a été testé dans des études cliniques. Des études multicentriques randomisées, en double aveugle, contrôlées par placebo selon la norme internationale GCP (Bonnes pratiques cliniques) ont été menées, dans le but de prouver l'efficacité et la tolérance selon les principes de la médecine factuelle.

#### Sinusite aiguë
Une étude menée en 2018 a confirmé l’efficacité d’ELOM-080 dans le traitement de la rhinosinusite aiguë. Au total, 223 patients atteints de rhinosinusite diagnostiquée et âgés de 18 à 86 ans ont participé à l’étude. 114 patients ont été traités avec GeloMyrtol® forte par les médecins traitants. Tous les patients ont été observés sur une période d’au plus 14 jours, après quoi ils ont décrit leurs symptômes associés à la rhinosinusite aiguë (RAS) sur une échelle numérique. Dans le groupe d’étude ELOM-080, un soulagement de la douleur faciale, le symptôme clé du SRA, a été observé presque immédiatement. Cette tendance s’est poursuivie pendant toute la période de traitement. Des améliorations nettes ont également été constatées en ce qui concerne d’autres symptômes, tels que les maux de tête, le nez bouché, les douleurs dans les sinus nasaux lors de la percussion et la sensibilité à la pression des points de sortie du nerf trijumeau. Les patients étaient également satisfaits de l’amélioration de leur sentiment général de maladie. La tolérance gastro-intestinale pour les patients s'est révélé satisfaisante,.
Dans une autre étude en double aveugle, randomisée et contrôlée par placebo (ECR), ELOM-080 et une huile essentielle ont été administrés à un total de 331 adultes souffrant d'inflammations aiguës des sinus nasaux (sinusite aiguë) pendant environ une semaine et comparés à une préparation factice (placebo). La comparaison des scores totaux des symptômes des participants à l’étude a révélé une supériorité statistiquement significative du principe actif ELOM-080 par rapport aux patients traités par placebo. En d’autres termes, les patients ont récupéré plus rapidement, notamment en ce qui concerne les principaux symptômes que sont les maux de tête, les douleurs en se penchant et la sensibilité à la pression au niveau des sinus nasaux. Après cette phase thérapeutique, les traitements antibiotiques ont été nécessaires beaucoup moins souvent dans le groupe ELOM-080 que dans le groupe placebo (7% contre 13%).

#### Sinusite chronique
Dans une étude conforme à la norme internationale GCP (voir ci-dessus), 48 adultes ayant une inflammation chronique des sinus nasaux (sinusite chronique) ont pris soit 300 mg de capsules du principe actif ELOM-080 ou d'une préparation factice (placebo) trois fois par jour pendant un total de trois mois. Pour tous les participants, des tomodensitométries (TDM) des sinus nasaux ont été enregistrées, confirmant le diagnostic et documentant l'évolution de la maladie, notamment au moyen d'un score TDM (score de Lund-Mackay). Avant le début du traitement, cette portée était en moyenne d’environ 9 points dans les deux groupes. Après la fin du traitement, cette valeur en points est restée inchangée dans le groupe placebo (aucun effet du traitement). En revanche, dans le groupe d’étude traité, la valeur était inférieure de 41 %.

#### Bronchite aiguë
Dans une étude multicentrique conforme aux BPC sur la bronchite aiguë, ELOM-080 a été comparé à un antibiotique, un mucolytique chimique et une préparation factice (placebo) sur une période de 14 jours. Au total, 676 participants à l’étude ont été répartis par hasard (randomisation) dans les groupes de traitement. Ni les chercheurs cliniques ni les patients ne savaient avec quelle alternative ils étaient traités (double aveugle). Après deux semaines, l’ELOM-080 s’est avéré aussi tolérable que le placebo, mais l’action du distillat spécial était statistiquement significativement supérieure. Dans l’ensemble, l’effet du traitement était comparable à celui du traitement antibiotique.
Une autre étude clinique randomisée, en double aveugle, contrôlée par placebo, menée auprès de 413 patients, a confirmé la bonne efficacité et la bonne tolérance d'ELOM-080 dans le traitement de la bronchite aiguë. 50 % des patients souffraient de toux sévère ou très sévère et 86 % présentaient des signes pathologiques à l’auscultation. La toux souvent persistante ressentie par les patients atteints de bronchite a été rapidement soulagée. Le produit a réduit le nombre de crises de toux après une semaine de manière significativement plus efficace que le traitement placebo (62 % contre 50 %). Par rapport au traitement factice, les patients ont présenté moins de problèmes de toux avec expectoration et de troubles du sommeil dus à la toux nocturne significativement moins fréquentes. De plus, le nombre de patients sans toux à la fin du traitement était significativement plus élevé sous traitement avec EOM-080,.

#### Bronchite chronique
Dans une étude randomisée, en double aveugle, contrôlée par placebo, menée auprès de 246 patients atteints de bronchite chronique, le traitement à long terme de 6 mois a été étudié en comparaison avec un placebo. Au cours du processus, ELOM-080 s'est avéré supérieur au placebo en termes d'effet : l'intensité et la fréquence des détériorations aiguës (exacerbations) de la bronchite chronique ont été réduites de manière statistiquement significative. Grâce au traitement, un pic d'exacerbation typique de la saison pour le groupe placebo entre le 2e et le 4e mois de traitement (généralement de décembre à février) ne s'est pas produit dans le groupe ELOM-080. La qualité de vie des patients a été statistiquement significativement améliorée par la thérapie. De plus, le besoin d’antibiotiques a été clairement réduit sous ELOM-080 par rapport au traitement factice. Au cours du processus, l’ELOM-080 s’est avéré tout aussi tolérable que le placebo.
Dans une analyse post-hoc de l’étude, des patients atteints de bronchite chronique et souffrant simultanément de BPCO (bronchopneumopathie chronique obstructive) ont été étudiés. 64 patients répondaient à ce critère. Même chez les patients atteints de BPCO, ELOM-080 a réduit le nombre d’exacerbations pendant la saison hivernale. Le nombre de patients présentant au moins une exacerbation était statistiquement significativement plus faible que sous traitement factice (29 % contre 55 %). Les patients ont évalué leur état de santé plus souvent comme bon ou très bon pa rrapport au placebo,,. À cet égard, les deux traitements ont présenté une tolérance comparable.
En résumé, ELOM-080 est efficace pour les infections aiguës et chroniques des voies respiratoires supérieures et inférieures.

## Recommandations
Sur la base de la littérature scientifique, 4 sociétés médicales professionnelles recommandent l'utilisation d'ELOM-080 pour le traitement de la sinusite, et de la toux,.